# جوليان ستانلي
جوليان ستانلي (بالإنجليزية: Julian Stanley)‏ هو عالم نفس أمريكي، ولد في 9 يوليو 1918 في ماكون في الولايات المتحدة، وتوفي في 12 أغسطس 2005.